# デモレー

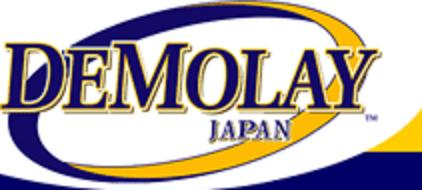
デモレー団のロゴ

デモレー・インターナショナル（英語: DeMolay InternationalまたはOrder of DeMolay）とは、1919年にアメリカのカンザスシティで設立された、フリーメイソンの関連団体である。
団体名は第23代目テンプル騎士団総長だったジャック・ド・モレーに由来し、「ティモレー結社」とも記す場合もある。

## 概要
青少年を対象とした国際的なクラブ。入会資格は全世界共通で、12歳から21歳である。希望者は誰でも参加できる。
日本支部であるジャパンデモレーは1949年に設立された。オフィスは東京メソニック協会内にある。現在の活動地域は東京のみ。